# Fil·losoma
La fil·losoma és la fase larval de les llagostes Achelata (Palinuridae, Scyllaridae), i representa un dels caràcters més significatius que unifica aquests crustacis tan diversos. El cos de la larva fil·losoma és extraordinàriament prim, pla, i transparent; per la qual cosa s'anomenen també "cranc de cristall" (glass-crab).
La larva fil·losoma de les llagostes té una vida planctònica molt llarga abans de metamorfosar-se en la fase puerulus, que és la fase transitòria de vida planctònica cap a l'existència bentònica de la fase adulta. Malgrat la importància de la supervivència larval per tal de pronosticar el reclutament en espècies d'interès comercial, no se'n sap gaire sobre la biologia de les larves fil·losoma.
Tot i que la classificació taxonòmica dels adults és ben coneguda, els estudis de la fase fil·losoma són molt escassos donada la seva llarga duració, que fa molt difícil cultivar les larves en el laboratori. Malgrat la mida relativament gran d'aquestes larves i la seva identificació immediata en les mostres de plàncton, la manca de descripcions morfològiques detallades i específiques han impedit la determinació específica de la majoria de mostres. Els esforços recents per identificar larves fil·losoma mitjançant tècniques moleculars han proporcionat noves dades sobre l'ecologia i distribució de Scyllarus pygmaeus.